# Jamaica ved sommer-OL 2016
Jamaica deltog under Sommer-OL 2016 i Rio de Janeiro som blev arrangeret i perioden 5. august til 21. august 2012. 

## Medaljer
| 2016 Rio de Janeiro | Guld | Sølv | Bronze | Total |
| Jamaica             | 6    | 3    | 2      | 11    |

### Medaljevinderne
| Jamaica under sommer-OL 2016 i Rio de Janeiro | Jamaica under sommer-OL 2016 i Rio de Janeiro                                                                            | Jamaica under sommer-OL 2016 i Rio de Janeiro | Jamaica under sommer-OL 2016 i Rio de Janeiro | Jamaica under sommer-OL 2016 i Rio de Janeiro |
| Medalje                                       | Navn | Sport                                         | Event                                         | Dato                                          |
| --------------------------------------------- | --- | --------------------------------------------- | --------------------------------------------- | --------------------------------------------- |
| Guld                                          | Elaine Thompson | Atletik                                       | Kvindernes 100 m                              | august 13                                     |
| Guld                                          | Usain Bolt | Atletik                                       | Mændenes 100 m                                | august 14                                     |
| Guld                                          | Omar McLeod | Atletik                                       | Mændenes 110 m hækkeløb                       | august 16                                     |
| Guld                                          | Elaine Thompson | Atletik                                       | kvindernes 200 m                              | August 17                                     |
| Guld                                          | Usain Bolt | Atletik                                       | Mændenes 200 m                                | august 18                                     |
| Guld                                          | Asafa Powell Yohan Blake Nickel Ashmeade Usain Bolt Kemar Bailey-Cole* Jevaughn Minzie*                                  | Atletik                                       | 4×100 meter stafetløb                         | august 19                                     |
| Sølv                                          | Christania Williams Elaine Thompson Veronica Campbell-Brown Shelly-Ann Fraser                                            | Atletik                                       | 4×100 meter stafetløb                         | august 19                                     |
| Sølv                                          | Christine Day Chrisann Gordon Shericka Jackson Anneisha McLaughlin-Whilby Stephenie Ann McPherson Novlene Williams-Mills | Atletik                                       | 4×400 m stafetløb                             | august 20                                     |
| Sølv                                          | Nathon Allen Fitzroy Dunkley Javon Francis Peter Matthews Rusheen McDonald                                               | Atletik                                       | 4 × 400 m staftetløb                          | august 20                                     |
| Bronze                                        | Shelly-Ann Fraser-Pryce                                                                                                  | Atletik                                       | Kvindernes 100 m                              | august 13                                     |
| Bronze                                        | Shericka Jackson | Atletik                                       | Kvindernes 400 m                              | august 15                                     |